# 마쓰다이라 사다나가 (1640년)
마쓰다이라 사다나가(松平定長)는 에도 시대 전기의 다이묘로서 이요 마쓰야마 번 제3대 번주이다. 히사마쓰 마쓰다이라 가 사다카쓰 계 종가(定勝系久松松平家宗家) 제4대 당주이다.
동족인 마쓰다이라 사다나가(松平定永, 사다쓰나 계)와는 동음이인이다.
1640년 선대 번주 마쓰다이라 사다요리(松平定頼)의 차남으로 태어났다. 어머니는 단고 미야즈 번주 교고쿠 다카히로(京極高広)의 딸이다.
| 전임 마쓰다이라 사다요리 | 제3대 이요 마쓰야마 번 번주 (히사마쓰 마쓰다이라 가, 사다카쓰 계 종가) 1662년 ~ 1674년 | 후임 마쓰다이라 사다나오 |